# Tápiószele
Tápiószele is een plaats (nagyközség) en gemeente in het Hongaarse comitaat Pest. Tápiószele telt 6272 inwoners (2007).

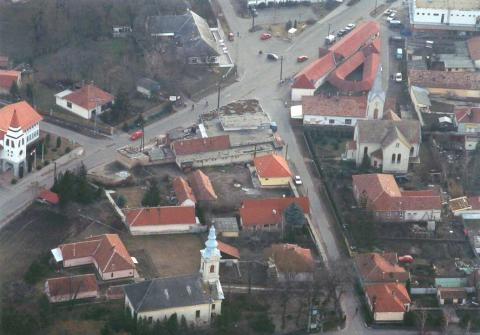
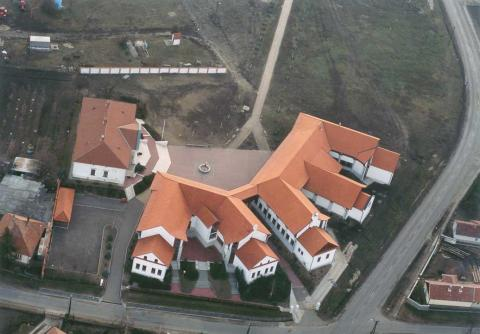
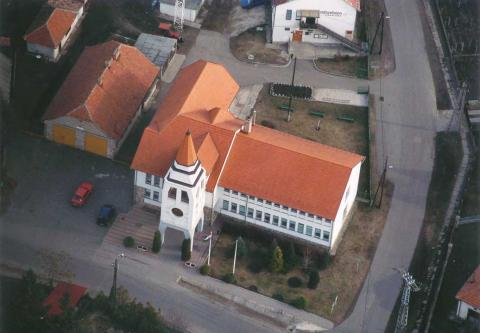
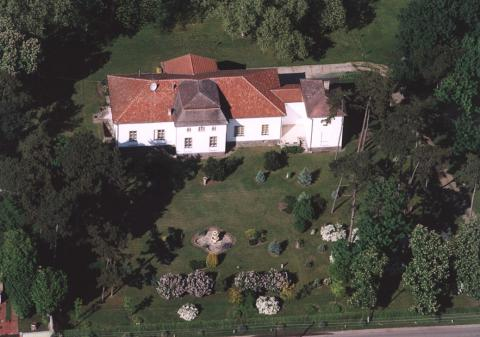